# 가죽나무
가죽나무(학명: Ailanthus altissima, 영어: tree of heaven, varnish tree)는 무환자나무목의 낙엽 활엽교목이다.

## 이름과 어원
가중나무라고도 한다. 19세기 김병연의 시 중에서는 ‘가승목(假僧木)’으로 차자 표기한 것도 보인다.
한국어 ‘가죽나무’의 옛 형태 중 가장 오래된 문헌 기록은 《훈몽자회》(1527)의 ‘개듀ᇰ나모’이다. 이것이 여러 차례의 발음 변화를 거쳐 ‘가죽나무’가 되었다.
어린 잎순을 먹을 수 있는 참죽나무와 구분하기 위해 ‘가짜 대나무’란 뜻으로 가죽나무가 되었다는 설이 있다. 하지만 ‘참죽나무’의 고유어 표기가 남아있는 18세기 이전 문헌이 없고 현대에도 참죽나무를 ‘가죽나무’라 부르는 지방이 있어 이 설을 확인하기 어렵다.

## 분포
한국, 몽골, 중국, 일본, 유럽 등지에 분포하며, 다른 나무가 잘 자라지 못하는 도시나 척박한 땅에서도 잘 크는 튼튼한 교목이다. 매끄러운 회갈색 껍질을 가지며 원산지는 중국이지만 한국과 다른 나라에 도입되었다.

## 특징
줄기는 밋밋하게 자라고 성장이 바르다. 지름 50cm, 높이 27m 정도이고 나무껍질이 회갈색이다. 잎표면은 녹색이고 뒷면은 연한 녹색으로 털이 없다. 꽃은 단성화로 원추꽃차례를 이루며 6월에 백록색의 작은 꽃이 핀다. 열매는 적갈색으로 프로펠러처럼 생긴 날개 가운데 1개의 종자가 들어 있다.

## 이용
목재는 가구재·기구재·농기구재로 쓰고, 잎은 가죽나무누에의 사료가 된다. 한방에서는 열매를 이질·치질 등에 사용한다. 민간에서는 이질·혈변·위궤양에 뿌리를 진하게 달여 먹는다.